# Stazione di Ottaviano (Circumvesuviana)
La stazione di Ottaviano è una stazione della ferrovia Circumvesuviana, sita nell'omonimo comune.
Si trova sulla ferrovia Napoli-Ottaviano-Sarno.

## Storia
La stazione ha un'importanza storica rilevante poiché fu il primo capolinea della allora unica linea ferroviaria appartenente alla Circumvesuviana. Solo in seguito infatti vi fu il prolungamento prima a San Giuseppe e poi a Sarno.

## Strutture e impianti
La stazione di Ottaviano è tra le più grandi della Circumvesuviana: l'area occupata dallo scalo ospita quattro binari passanti e due tronchini; il binario 1 accoglie i treni proveniente da Sarno in direzione di Napoli, il binario 2 accoglie i treni provenienti da Napoli e diretti a Sarno, il binario 3 accoglie i treni provenienti da Napoli che terminano la corsa proprio in questa stazione, il binario "4" è attualmente inutilizzato.
I due binari tronchini sono utilizzati per la sosta dei mezzi da lavoro.
La stazione è dotata di due banchine: la prima, contigua allo stabile che ospita la biglietteria, serve il binario 1, mentre la seconda serve i binari 2 e 3.
La stazione è dotata, oltre che di biglietteria, anche di una sala d'attesa e di un sottopasso che collega le due banchine.
Come tutte le stazioni della Circumvesuviana, manca di scalo merci.

## Movimento passeggeri
Non vi sono fonti che rilevino cifre precise circa i flussi del movimento passeggeri che si attesterebbe su livelli discreti soprattutto nelle ore di punta grazie ad un cospicuo numero di pendolari; a ciò si aggiunge la presenza di tre importanti istituti di istruzione superiore che attirano ragazzi dai paesi vicini.

## Servizi
La stazione dispone di:
- Biglietteria
- Sottopassaggio
- Servizi igienici